# Eticista
Um eticista ou especialista em ética é uma pessoa cujos julgamentos sobre ética e códigos de ética é alvo de confiança de uma comunidade específica e, mais importante, tal confiança é expressa de uma forma que possibilita que outros imitem ou se aproximem desse julgamento ético. Seguir o conselho de especialistas em ética é um tipo de aquisição de conhecimento por reprodução (como no argumento de autoridade).
O termo jurista descreve um especialista em ética cujo julgamento em matéria de direito torna-se parte de um código legal ou tem força de lei, que pode adquirir legitimidade em função de ser consequência de uma sanção estatal formal (de jure).

## Outros significados
Eticista também pode significar uma pessoa que se submete ao eticismo, que pode ser definido como uma filosofia baseada na ética ou "a visão de que o ponto de vista moral de uma obra de arte afeta a avaliação estética geral da obra". O termo eticista também pode designar uma pessoa com tendência à ação de moralizar.